# Bugiallo
Bugiallo is een plaats (frazione) in de Italiaanse gemeente Sorico. Door de mooie flora en fauna die aanwezig is, zijn er vele vakantiewoningen te vinden.